# Ceratomysis ericula
Ceratomysis ericula är en kräftdjursart som beskrevs av Michel Ledoyer 1977. Ceratomysis ericula ingår i släktet Ceratomysis och familjen Petalophthalmidae. Inga underarter finns listade i Catalogue of Life.